# Bigpoint
 (février 2021).
Bigpoint GmbH est un développeur de jeux vidéo allemand. La société développe des jeux de réseaux sociaux. Bigpoint exploite également un site portail avec des jeux de rôle en ligne dont certains ont la possibilité d'être multijoueur. Les jeux réunis comptent plus de 300 millions de joueurs enregistrés (annoncé en Juin 2011). NBCU a présenté quelques-uns des jeux Bigpoint sur les sites Web de certaines chaînes télé par le câble.
En plus de son siège à Hambourg, en Allemagne, Bigpoint possède des bureaux à Berlin, à Malte et à Istanbul. Au total, en 2021, Bigpoint compte environ 190 employés en Allemagne.

## Histoire
En 2002, la société a été fondée à Hambourg. Le premier jeu Bigpoint créé fut Icefighter, un jeu de simulation de hockey sur glace. La société s'est développée, elle eut un million d'utilisateurs enregistrés en 2006[réf. souhaitée]. L'année suivante, Bigpoint exploitait 22 jeux par navigateur.
En juin 2008, General Electric et NBC Universal achètent 70 % de Bigpoint. Le reste de 30 pour cent reste détenu par Heiko Hubertz.
En 2009, Bigpoint a atteint plus de 100 millions d'utilisateurs et a eu un chiffre d'affaires de plus de 50 millions d'euros[réf. souhaitée].
Le 26 avril 2011, TA Associates et Summit Partners investissent 350 millions de dollars dans Bigpoint pour devenir les actionnaires majoritaires.
En mai 2011, Bigpoint compte plus de 800 employés dans le monde entier.
La société a connu une crise en 2012 avec un plan social supprimant 120 emplois ainsi que le départ de son PDG Heiko Hubertz.
En 2018, la société a été rachetée par le Chinois Youzu Interactive pour un prix annoncé de 80M€.

## Quelques jeux développés par Bigpoint
- Seafight
- XBlaster
- DarkOrbit
- Deepolis
- Battlestar Galactica Online
- Arenas of Glory
- Pirate Storm

## jeu publié par Bigpoint
- Drift City